# André Reichardt
Pour les articles homonymes, voir Reichardt.
André Reichardt, né le 5 décembre 1949 à Wissembourg (Bas-Rhin), est un homme politique français, sénateur et ancien président du conseil régional d'Alsace.

## Biographie
André Reichardt, fils d'un douanier issu d'une famille ayant émigré en 1870 à Belfort pour échapper à l'annexion de l'Alsace par l'Allemagne, est titulaire d'un doctorat d'État en droit de l'université Strasbourg III - Robert Schuman avec une thèse sur le « prêt d'actions de sociétés »,. À partir de 1980, il travaille à la Chambre de métiers d'Alsace, dont il est le directeur général de 1991 à 2010.
Il entre en politique sous les couleurs du Rassemblement pour la République (RPR) et est élu maire de Souffelweyersheim (Bas-Rhin, commune de 6 000 habitants située dans l'agglomération de Strasbourg), à la suite des élections municipales de 1995. Il est réélu en 2001 puis en 2008 sous les couleurs de l'Union pour un mouvement populaire (UMP), avant de laisser sa place à son adjoint Patrick Kurtz lorsqu'il devient président de Région en 2009. Vice-président du conseil régional d'Alsace de 1998 à 2009, il est également conseiller de la communauté urbaine de Strasbourg (CUS) et président de la fédération UMP du Bas-Rhin depuis décembre 2008,.
À la suite du décès d'Adrien Zeller, André Reichardt est élu président du conseil régional d'Alsace le 14 septembre 2009, avec 26 voix sur 47 au premier tour, face à trois candidats (le MoDem Bernard Stoessel, le socialiste Jacques Bigot et le FN Patrick Binder). Lors de l'élection régionale de mars 2010, il est réélu conseiller régional sur la liste de Philippe Richert, qui lui succède à la tête de la Région. Il devient alors premier vice-président du conseil régional d'Alsace et retrouve son mandat de maire de Souffelweyersheim le 17 mai suivant.
Le 15 décembre 2010, un mois après la nomination de Philippe Richert dans le gouvernement François Fillon III en tant que ministre chargé des Collectivités territoriales, André Reichardt, qui figurait en cinquième position de la liste sénatoriale UMP lors du scrutin de 2004, devient sénateur du Bas-Rhin. Touché par le cumul des mandats, il démissionne de sa fonction de maire de Souffelweyersheim en 2011.
Lors des élections sénatoriales du 28 septembre 2014, il est élu sur la liste UMP conduite par Guy-Dominique Kennel.
Il soutient Alain Juppé pour la primaire présidentielle des Républicains de 2016.
Réélu sénateur en 2020, il devient vice-président délégué de la section française l'Assemblée parlementaire de la Francophonie (APF) en 2023.

## Décorations
- Chevalier de la Légion d'honneur (11 juillet 2003)[10]
- Chevalier de l'ordre national du Mérite (25 juillet 1996)[11]
- Officier de l'ordre national du Mérite (11 novembre 2010)[11]